# Jean Henri Dunant
Pour les articles homonymes, voir Dunant.
Jean Henri Dunant, né le 12 novembre 1934 à Zurich et mort le 19 octobre 2015, est une personnalité politique suisse membre de l'Union démocratique du centre.

## Biographie
Il est élu au Conseil national comme représentant du canton de Bâle-Ville de 1999 à 2010, date à laquelle il démissionne pour raisons de santé. Il est alors remplacé par Sebastian Frehner. Il est colonel dans l'armée suisse.